# Girls United – Der große Showdown
Girls United – Der große Showdown (Originaltitel: Bring It On: Worldwide #Cheersmack oder auch Bring It On: Worldwide Showdown) ist eine US-amerikanische Sportkomödie des Regisseurs Robert Adetuyi. Die Hauptrollen spielen Cristine Prosperi, Sophie Vavasseur, Jordan Rodrigues und Vivica A. Fox. Dieser sechste Teil der Girls-United-Reihe erschien 2017 als Direct-to-DVD-Produktion.

## Handlung
Destiny ist die Kapitänin des Cheerleader-Teams namens The Rebels, das erstklassig besetzt ist. Die dreimaligen Sieger der nationalen Meisterschaften werden von der neuen Mannschaft The Truth zu einem weltweiten Wettkampf herausgefordert. The Rebels nehmen die Herausforderung an und treten in einer Online-Challenge, die von der Cheer Goddess moderiert wird, gegen Cheerleader-Teams aus der ganzen Welt an. Allerdings scheinen sich die anderen Teams allesamt gegen Destiny und ihre Team-Mitglieder verschworen zu haben, aber sie geben nicht auf. Um eine Chance auf die Trophäe zu haben, muss die Kapitänin hierzu ihr egoistisches Verhalten zum Wohle der Mannschaft hintanstellen und herausfinden, wer ihre wahren Freunde sind. Die Integration von Blake und seinen Streetdancern in ihr Team stellt sich zunächst als schwierig heraus.